# Udar! Eščё udar!
Udar! Eščё udar! (Удар! Ещё удар!) è un film del 1968 diretto da Viktor Aleksandrovič Sadovskij.